# Principauté de Dombes
1216 – 1762
Entités précédentes :
- Saint-Empire romain germanique

Entités suivantes :
- Royaume de France

La principauté de Dombes est un ancien État de type monarchie héréditaire qui existe pendant cinq siècles. Ancien État du Saint-Empire romain germanique, elle échoit vers 1400 à la maison française de Bourbon, qui en fait un État souverain à la frontière entre le royaume de France et l'Empire. Entre 1523 et 1560, la principauté est occupée par l'armée française au moment des guerres d'Italie, à la suite de la trahison du connétable de Bourbon. En 1560, le roi François II de France met fin à l'occupation et restitue la principauté à la maison de Bourbon (branche Montpensier). En 1693, la Dombes passe au fils légitimé de Louis XIV, le duc du Maine, dont un descendant la cède à la France de Louis XV en 1762 en échange de différents fiefs français.

## Clarification sémantique
La formule « les dombes » (sans majuscule) désigne les étangs, et plus précisément les fonds d'étangs, les eaux troubles.
En ce qui concerne le pays de Dombes, l'utilisation du pluriel ou du singulier est sujette à discussion. Selon Georges Fafournous, « académicien de la Dombes », il faut dire « la  Dombes », mais les habitants, appelés « Dombistes », disent aussi bien « la Dombes » que « les Dombes ».
La formule « en Dombes » signifie « dans le pays de Dombes », tandis que si on dit « dans les dombes », il s'agit des étangs.
Le nom de la commune de Villars-les-Dombes peut prêter à confusion. Il ne s'agit pas de l'article défini pluriel, mais d'une préposition tombée en désuétude, sauf en toponymie, « lès » (« lès »), qui signifie « près de », ici orthographiée « les ». Une orthographe plus convenable serait « Villars-lès-Dombes ».

## Histoire

### Les Dombes dans le Saint Empire duXIIesiècleau début duXVIesiècle
Proche du royaume de France, le territoire de la Dombes est détenu par des seigneurs vassaux du roi de France, tout en restant formellement dans le Saint-Empire.
À la fin du XIIe siècle, les seigneurs de Baugé (originaires de Bâgé-le-Châtel, dans la Bresse) et de Thoire-Villars (originaires du Bugey) se partagent le pays de Dombes. En 1218, par le mariage (15 juillet) de la fille du sire de Baugé avec Humbert V de Beaujeu, le nord de la Dombes devient une possession de la maison française de Beaujeu. La partie sud de la Dombes[Quoi ?] reste aux sires de Thoire-Villars.
Chacune de ces deux familles fait partie d'un camp différent dans le conflit entre les maisons de Savoie et du Dauphiné, qui relèvent toutes deux de l'Empire : les Beaujeu sont alliés aux comtes de Savoie et les Villars des dauphins de Viennois, .
En 1325, voulant aider le comte Édouard de Savoie contre Guigue V de Viennois, Humbert de Beaujeu est fait prisonnier lors de la bataille de Varey. Contraint de prêter hommage pour les seigneuries de Meximieux, de Miribel et de Bourg-Saint-Christophe, il  demande un dédommagement au comte de Savoie .
Les terres des sires de Villars subissent plusieurs chevauchées parties des terres de Savoie. À partir de l'avènement d'Humbert V en 1300, la famille s'oriente progressivement vers la France. Humbert VI est un des principaux artisans du rattachement du Dauphiné à la France (1349) ce qui permet que la situation s'apaise, aux alentours de 1355, alors que les rois de France sont entrés depuis deux décennies dans un long conflit contre les rois d'Angleterre.
Les maisons de Beaujeu et de Villars s'éteignent vers 1400, ce qui entraîne la prise de possession de la Dombes par des familles plus puissantes. Au nord, le dernier des Beaujeu, Édouard II, cède ses États en 1400 au duc de Bourbon Louis II, tandis que Humbert VII de Thoire-Villars, menacé par le duc de Bourgogne Philippe le Hardi à qui il refuse de prêter hommage, vend ses terres en 1402 aux ducs de Savoie et de Bourbon, se plaçant ainsi sous leur protection, puisqu'il conserve l'usufruit de ses terres jusqu'à sa mort (1423).
La maison de Bourbon règne sans problème majeur sur ses terres de Dombes jusqu'à la crise survenue en 1523 entre son chef, Charles III, connétable de France, et le roi François Ier.

### Un rattachement progressif au royaume de France

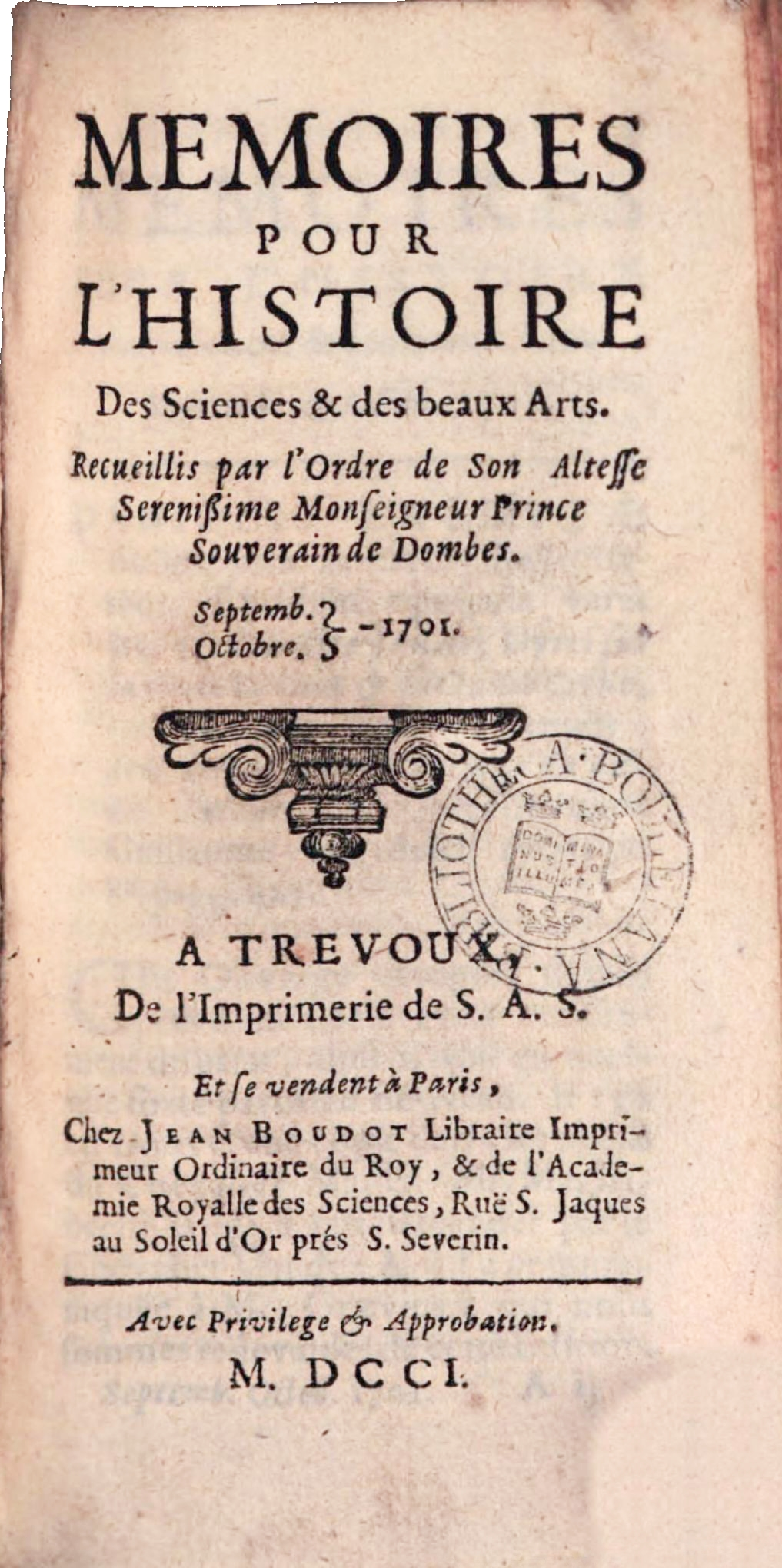
Le Journal de Trévoux

#### Période de l'occupation française (1523-1560) durant les guerres d'Italie
En 1523, François Ier confisque les fiefs français du connétable de Bourbon (pour félonie, du fait qu'il est passé au service de Charles Quint au cours des guerres d'Italie).
Il envoie aussi des troupes occuper la partie de la Dombes lui appartenant, bien que ces terres se trouvent dans l'Empire. Mais l'empereur n'est autre que Charles Quint, contre qui François Ier est en guerre : il s'agit donc d'un acte de guerre, qui ne va pas être mis en question par Charles Quint, même après la défaite sévère subie par François Ier à Pavie en 1525.
Il institue la fonction de gouverneur de Dombes ainsi qu'un parlement de Dombes qui siège d'abord à Lyon, par « territoire emprunté ».[pas clair]
L'occupation française se prolonge du 17 septembre 1523 au 27 septembre 1560, sous les règnes de François Ier (mort en 1547), de Henri II (mort en 1559) et de François II.

#### La maison de Bourbon-Montpensier (1560-1693) et la souveraineté de Dombes

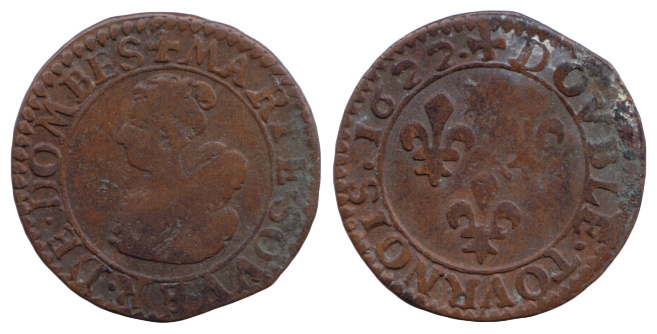
Double tournois, 1622, Principauté de Dombes, Marie de Bourbon-Montpensier.

En septembre 1560, François II décide de rendre les possessions confisquées en 1523, qui échoient à un cousin du connétable, Louis III de Bourbon, duc de Montpensier (1513-1582). La France est alors en paix, après la fin de la onzième guerre d'Italie et le traité du Cateau-Cambrésis (1559).
Profitant de l'appartenance de la Dombes au Saint-Empire, les Montpensier, qui ne sont pas vassaux du roi de France pour ce fief, en font une petite souveraineté dont Trévoux, qui s'est beaucoup développée à la fin du Moyen Âge, devient la capitale.
Se succèdent alors à la tête de la principauté :
- Louis de Bourbon-Montpensier de 1560 à 1582,
- François de Bourbon-Montpensier de 1582 à 1592,
- Henry de Bourbon-Montpensier de 1592 à 1608,
- Marie de Bourbon-Montpensier de 1608 à 1626, épouse de Gaston d'Orléans, frère de Louis XIII
- Marie de Dombes, sous la tutelle de Gaston d'Orléans, de 1626 à 1627,
- Anne-Marie-Louise d'Orléans, duchesse de Montpensier de 1627 à 1693, sous la tutelle de Gaston d'Orléans jusqu'en 1650[6].

#### La duchesse de Montpensier, souveraine de Dombes (1627-1693)
Un hôpital est fondé à Trévoux par la duchesse de Montpensier, sous l'impulsion de Claude Cachet de Garnerand, conseiller au parlement de Dombes.
En échange de la libération du duc de Lauzun dont elle était amoureuse, la Grande Mademoiselle cède à Louis Auguste de Bourbon, duc du Maine, fils légitimé de Louis XIV, la souveraineté de Dombes, (initialement offerte à Lauzun en 1670 lors du mariage avorté), tout en s'en réservant la jouissance viagère jusqu'à sa mort, qui survient le 5 avril 1693.

#### Maison du Maine (1693-1762)

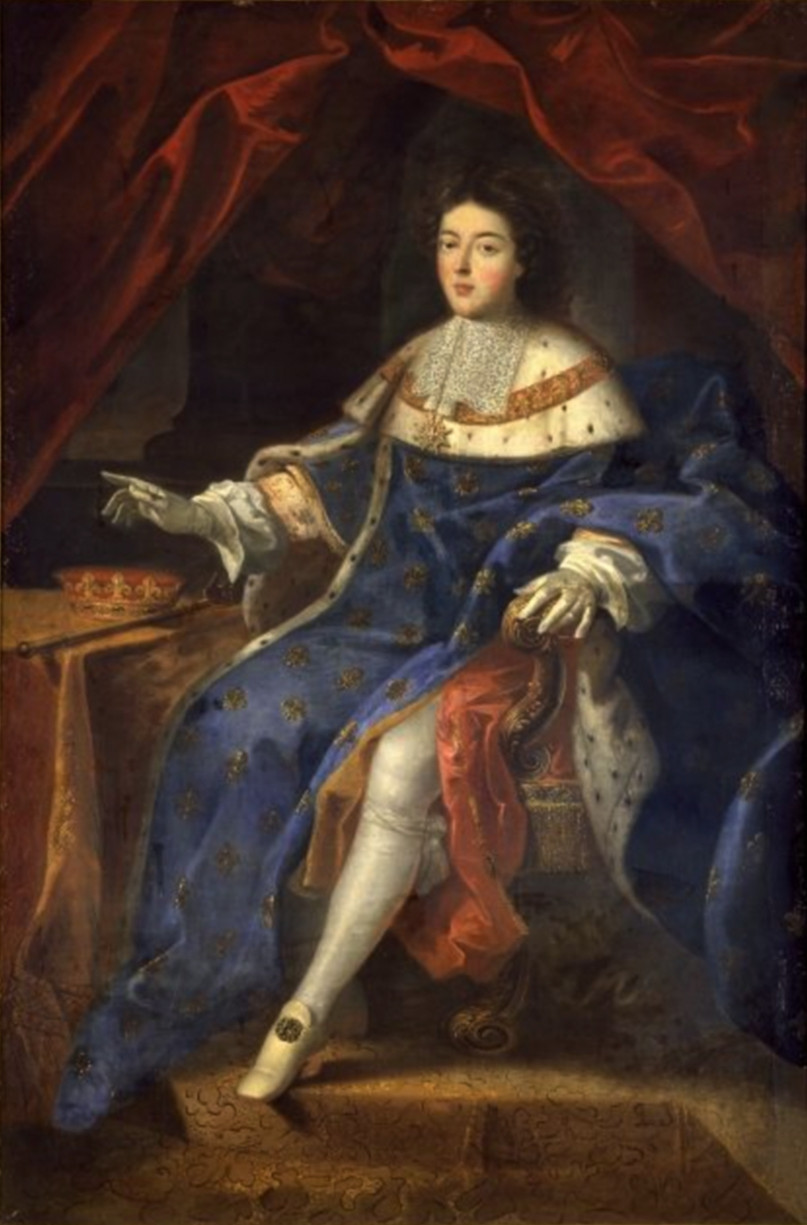
Portrait de Louis-Auguste, souverain de Dombes.

Se succèdent à la tête de la principauté :
- Louis-Auguste de Bourbon, duc du Maine, de 1693 à 1736 ;
- Louis-Auguste II de Bourbon de 1736 à 1755 ;
- Louis-Charles de Bourbon, comte d'Eu, de 1755 à 1762[6].

En 1696, le duc du Maine fait transférer le parlement de Dombes de Lyon à Trévoux, faisant bâtir en 1703, un palais pour l'accueillir.
Il favorise l’imprimerie implantée à Trévoux, sur laquelle ne s'exerce pas la censure du royaume de France, autorisant notamment les Jésuites à y imprimer leur journal Mémoires de Trévoux. Plusieurs éditions du Dictionnaire de Trévoux y sont également imprimées.
Le 28 mars 1762, Louis Charles de Bourbon, troisième fils du duc du Maine, échange avec Louis XV la souveraineté de Dombes contre les vicomtés d'Argentan et d'Exmes, la terre et seigneurie de Sorel, le duché de Gisors, les bois royaux de Clary et du marquisat de Bizy.